# Бредічешть
Бредічешть, Бредічешті (рум. Brădicești) — село у повіті Ясси в Румунії. Входить до складу комуни Долхешть.
Село розташоване на відстані 302 км на північний схід від Бухареста, 41 км на південний схід від Ясс.

## Населення
За даними перепису населення 2002 року у селі проживали 1148 осіб, з них 1146 осіб (99,8%) румунів. Рідною мовою 1146 осіб (99,8%) назвали румунську.